# بيتر بروخل الأكبر

بُرج بابِل بريشة بيتر بروغل الأكبر. متحف تاريخ الفنون في فيينا.

بيتر بروغل الأكبر (Bruegel؛ 1525 - 1569) رسام ونقاش فلمنكي هولندي من القرن 16، عرف بلوحاته تصوّر مشاهد القرى والمواضيع الدينية والمناظر الطبيعية الريفية. وكان أيضاً والد الرسامين المعروفين بيتر برويغيل الابن (1564 – 1638) ويان برويغيل البكر (1568 – 1625). استقر في بداية حياته في إيطاليا، وقام برسم بعض لوحاته المعروفة مثل «مشهد المسيح مع الرسل في بحر طبرية» في عام 1553، ثم عاد إلى فلانديرز في عام 1555. من أشهر أعماله لوحة «زفاف الفلاحين».

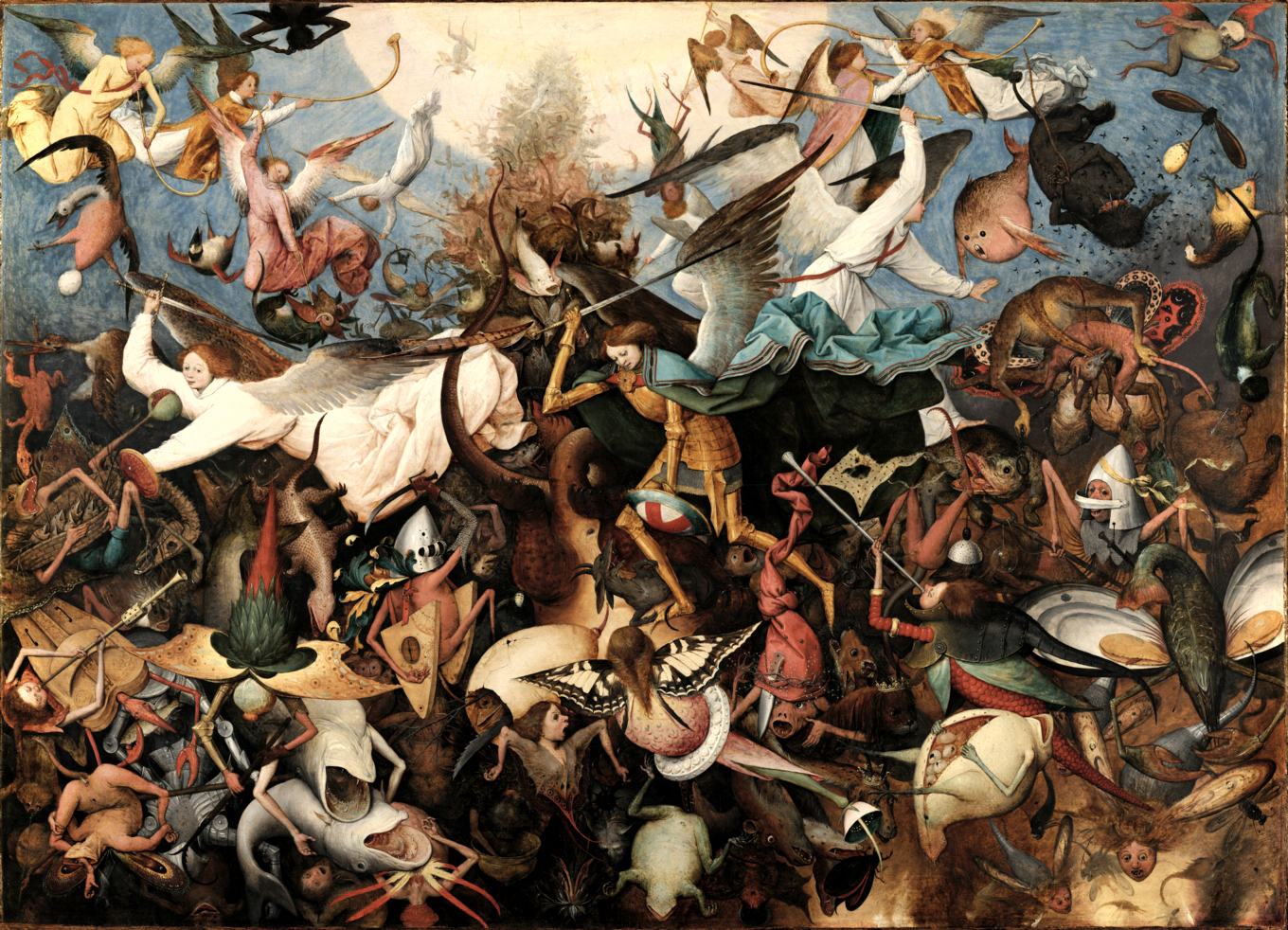
سقوط الملائكة المتمردين بريشة بيتر بروغل الأكبر رسمها في عام 1562. تصور أللوحة سقوط الملاك المتمرد لوسيفر. الآن ضمن مجموعة المتاحف الملكية للفنون الجميلة في بروكسل.

(كان بيتر بروغل الأكبر يعمل في بروكسل وأنتويرب، وكان ماهراً في رسم المناظر الطبيعية، وأشتهر بلوحاته عن الحياة الريفية التي تتجلى فيها الحيوية البالغة والتصميم المرح.
أما أبنه بيتر بروغل الإبن (حوالي 1564 م - 1638 م) فُعرف بلقب (بروغل الجحيم) لأن الكثير من رسومه تمثّل الشياطين وألسنة النار وما شاكل ذلك. وقد رسم أيضاً مناظر ريفية. ولكنه نفَّذ عدداً من الرسوم ذات الموضوعات الدينية. أما الأخ الأصغر يان بروغل (1568 م - 1625 م) فقد عُرف بلقب (بروغل المخمل)، وقد رسم الكثير من المناظر الطبيعية الجميلة).

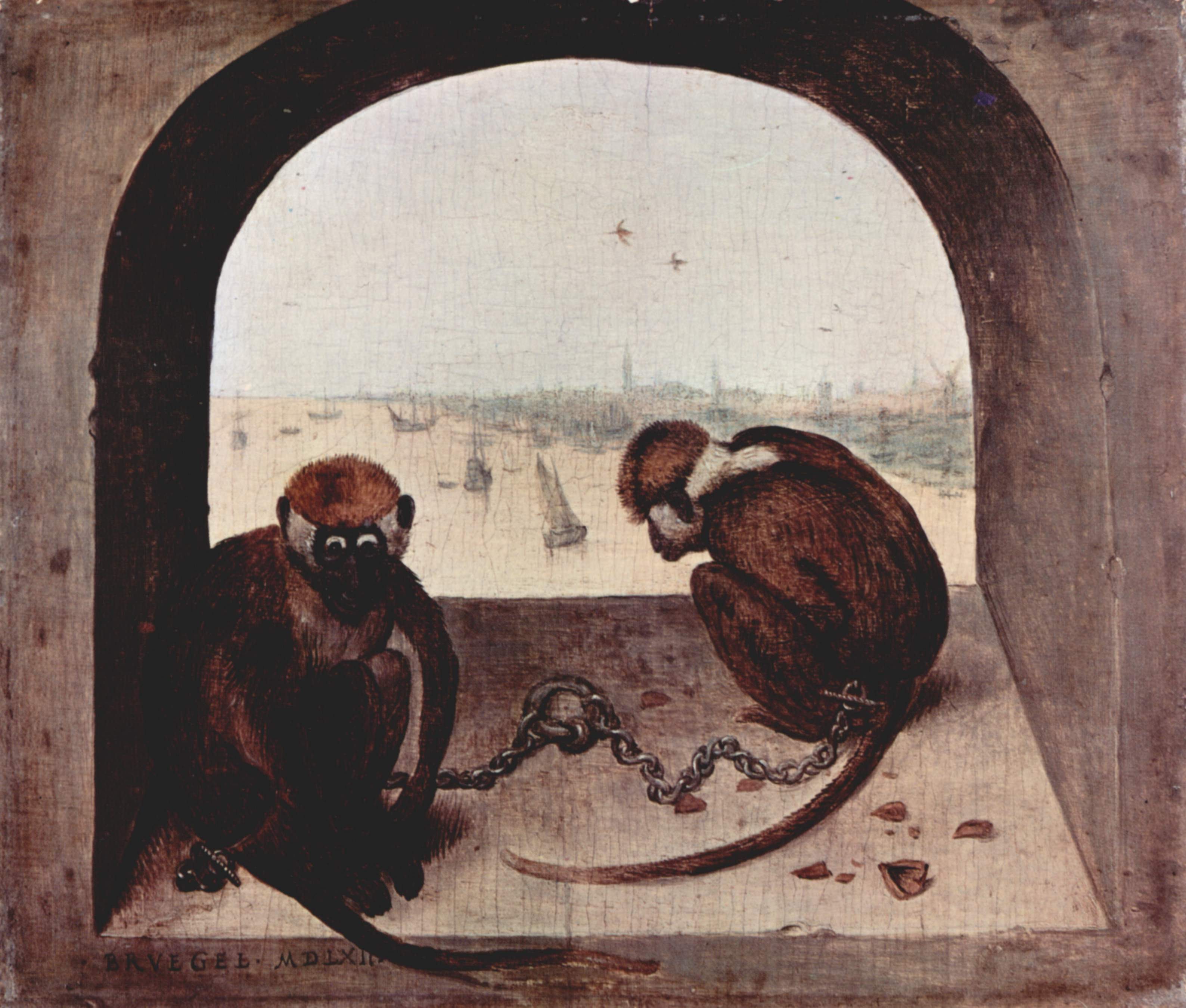
قردان

## معرض صور

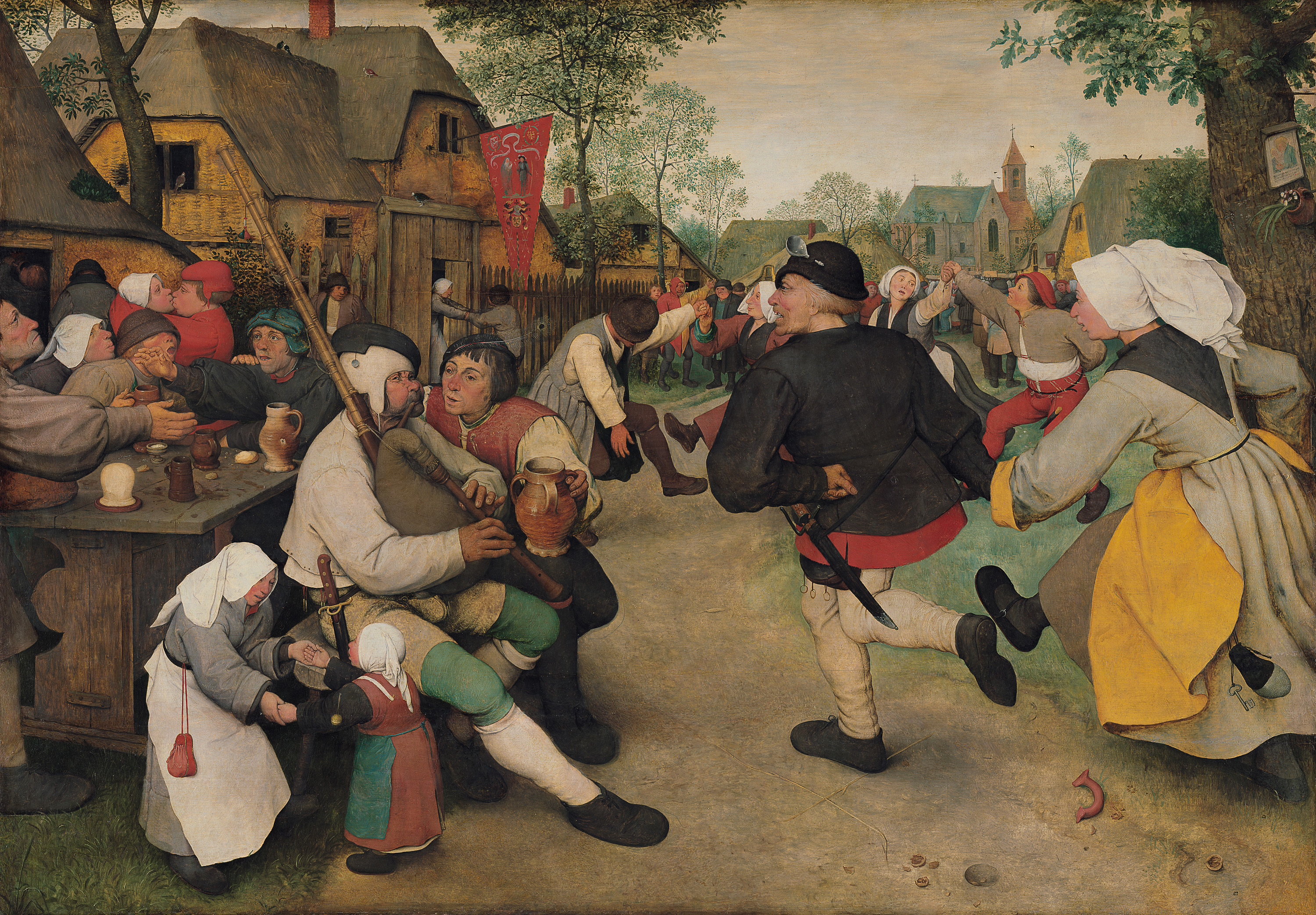
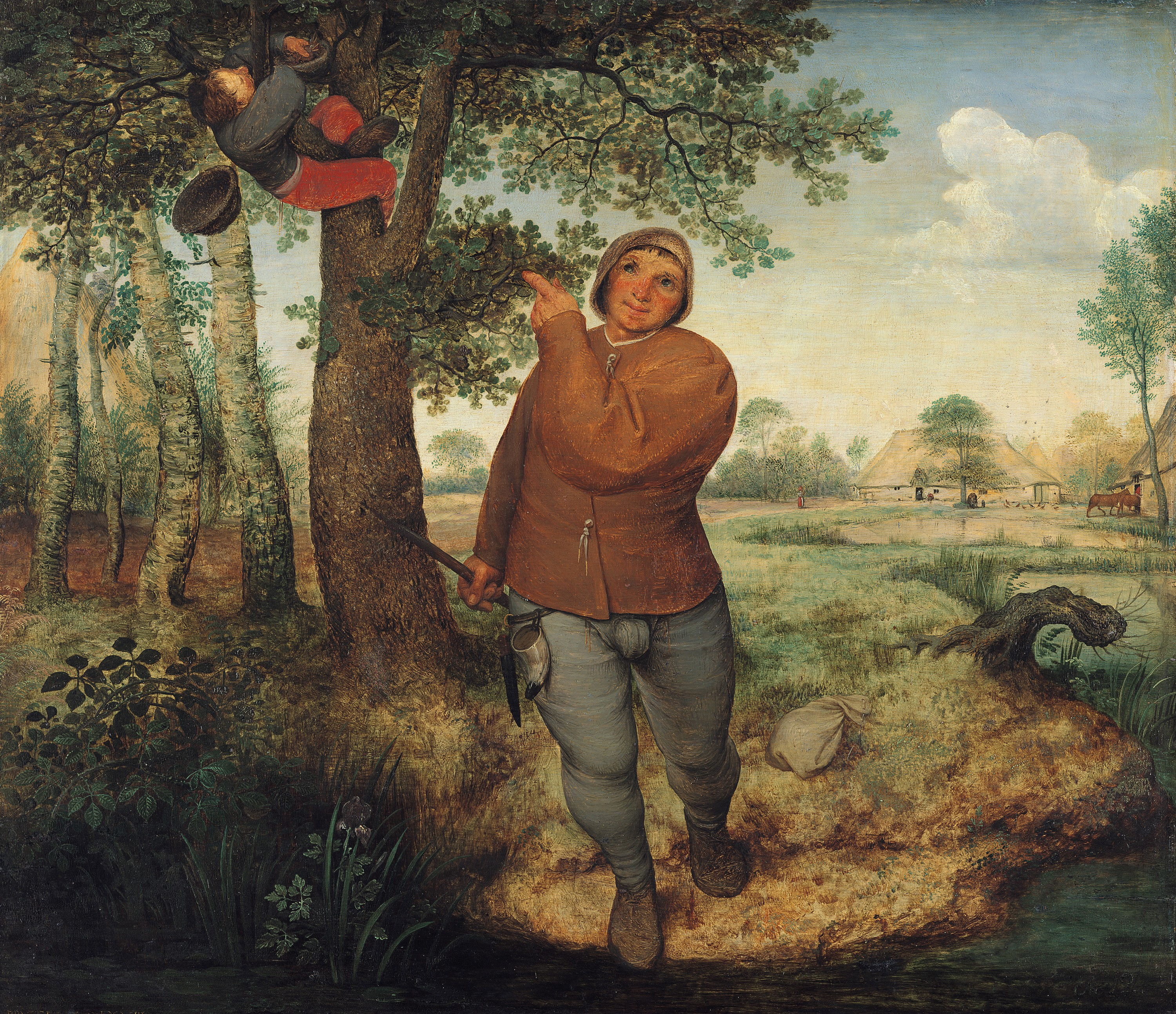
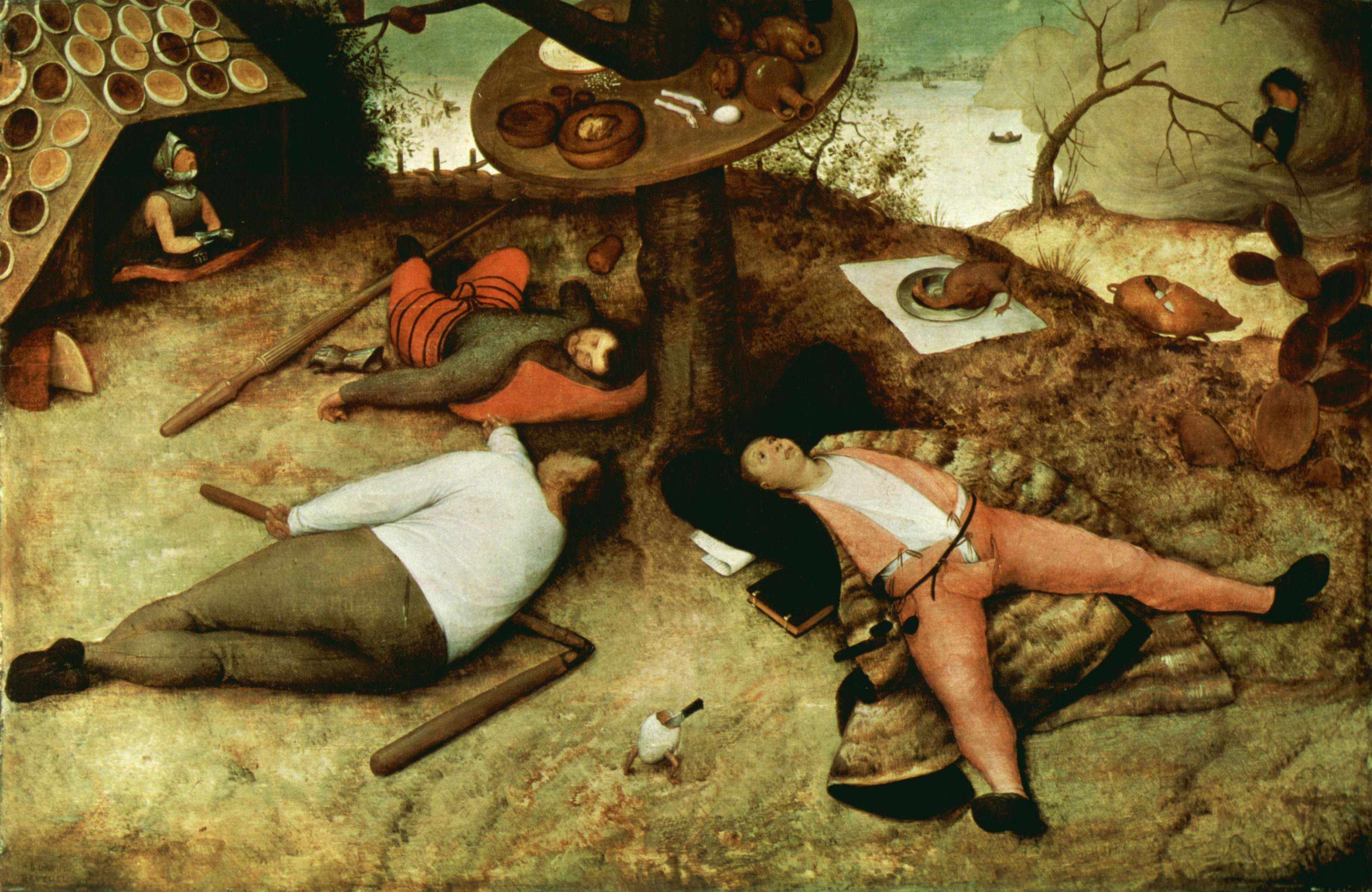
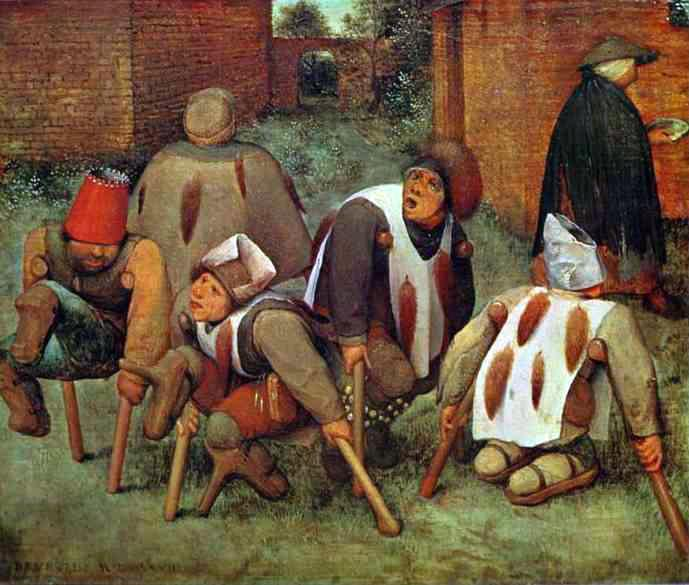

## روابط خارجية
- بيتر بروخل الأكبر على موقع الموسوعة البريطانية (الإنجليزية)
- بيتر بروخل الأكبر على موقع ميوزك برينز (الإنجليزية)
- بيتر بروخل الأكبر على موقع إن إن دي بي (الإنجليزية)